# Bromus hannoveranus
Bromus hannoveranus är en gräsart som beskrevs av Karl Carl Richter. Bromus hannoveranus ingår i släktet lostor, och familjen gräs. Inga underarter finns listade i Catalogue of Life.